# Triumfetta bogotensis
Triumfetta bogotensis är en malvaväxtart som beskrevs av Dc.. Triumfetta bogotensis ingår i släktet triumfettor, och familjen malvaväxter. Inga underarter finns listade i Catalogue of Life.